# Agostino Codazzi
Agostino Codazzi (hiszp. Agustín Codazzi, ur. 12 lipca 1793 w Lugo, we Włoszech, zm. 7 lutego 1859 w Espiritu Santo (ob. Agustín Codazzi), w Kolumbii) – włoski oficer, geograf i kartograf, autor map i opracowań statystycznych obszaru Wenezueli i Kolumbii.

## Życiorys
Po ukończeniu szkoły wojskowej zaciągnął się jako ochotnik do armii i uczestniczył w wojnach napoleońskich. W 1813 roku jego pułk wziął udział, po stronie napoleońskiej, w bitwach pod Budziszynem, Dennewitz, Lipskiem i Hanau. Po upadku Napoleona, Codazzi podróżował po Europie, by ostatecznie wyruszyć do Ameryki Południowej, gdzie brał w udział w walkach niepodległościowych w hiszpańskich koloniach, u boku Simóna Bolívara.
W 1823 roku powrócił do Włoch, osiadając w Massa Lombarda. Po utracie majątku ponownie opuścił kraj i w 1826 roku przybył do od niedawna niepodległej Wielkiej Kolumbii. Tam Codazzi otrzymał stopień pułkownika i powierzono mu zadanie opracowania planu obronnego państwa, w tym mapy topograficznej kraju. W 1829 roku otrzymał on zadanie sporządzenia mapy departamentu Zulia, a następnie, po rozpadzie Wielkiej Kolumbii, sporządzenia opracowania statystycznego i atlasu całej Wenezueli, pracę nad którym Codazzi zakończył w 1839 roku.
W 1846 roku Codazzi mianowany został gubernatorem prowincji Barinas. Rok później w kraju wybuchły walki między zwolennikami nowo wybranego prezydenta José Tadeo Monagasa a José Antonio Páeza, które zmusiły Codazziego do opuszczenia kraju, w następstwie czego osiadł on w sąsiedniej Nowej Granadzie (obecna Kolumbia).
W 1850 roku Codazzi, na czele komisji chorograficznej, rozpoczął pracę nad atlasem geograficzno-statystycznym Kolumbii. W 1854 roku w kraju wybuchła wojna domowa, za zasługi w której Codazzi mianowany został generałem. 
Codazzi nie zdołał ukończyć atlasu, zmarł bowiem w 1859 roku podczas jednej z wypraw kartograficznych. Pochowany jest w Panteonie Narodowym Wenezueli w Caracas. Jego imię nosi główny urząd kartograficzny Kolumbii – Instituto Geográfico Agustín Codazzi (IGAC), a także miasto, gdzie zmarł (Agustín Codazzi).